# Meurthe i Mozela
Meurthe i Mozela (fr. Meurthe-et-Moselle, wymowaⓘ, mœʀtemoˈzɛl) – francuski departament położony w regionie Grand Est. Departament oznaczony jest liczbą 54. Departament został utworzony 7 września 1871 roku.
Według danych na rok 2010 liczba zamieszkującej departament ludności wynosi 732 207 os. (138  os./km²); powierzchnia departamentu to 5246  km². Ośrodkiem administracyjnym (prefekturą) i największym miastem departamentu jest Nancy.
W 2023 roku w skład departamentu wchodziły 591 gminy (lista).

## Miejscowości
Największe miejscowości departamentu (w nawiasach liczba ludności w 2021 roku):

- Nancy (104 260)
- Vandœuvre-lès-Nancy (29 537)
- Lunéville (17 755)
- Toul (15 849)
- Longwy (15 191)
- Villers-lès-Nancy (14 761)
- Laxou (14 671)
- Pont-à-Mousson (14 338)
- Saint-Max (10 073)
- Villerupt (10 069)
- Maxéville (9921)
- Dombasle-sur-Meurthe (9633)
- Jarville-la-Malgrange (9374)
- Mont-Saint-Martin (9202)
- Tomblaine (9019)
- Essey-lès-Nancy (8782)
- Jarny (8130)
- Val-de-Briey (7996)
- Malzéville (7927)
- Saint-Nicolas-de-Port (7364)
- Neuves-Maisons (6619)
- Champigneulles (6594)
- Jœuf (6560)
- Laneuveville-devant-Nancy (6551)
- Frouard (6511)
- Homécourt (6247)
- Ludres (6081)
- Liverdun (5694)
- Heillecourt (5377)
- Longuyon (5190)
- Pulnoy (5144)
- Seichamps (5141)